# Dan August
Dan August är en amerikansk deckarserie som producerades av CBS Television Studios och sändes av ABC mellan 1970 och 1971.

## Handling
Polisen Dan August utreder mord i den fiktiva staden Santa Luisa i Kalifornien.

## Rollista i urval
- Burt Reynolds – polislöjtnant Dan August
- Norman Fell – polissergeant Charles Wilentz
- Richard Anderson - polischef George Untermeyer
- Ned Romero – polissergeant Joe Rivera
- Ena Hartman – Katy Grant